# 元凤
元凤（前80年八月—前75年）是汉昭帝的第二个年号，共使用了6年。

## 年號釋義
《漢書·昭帝紀》顏師古注引應劭曰：「三年中，鳳皇比下東海海西樂鄉，於是以冠元焉。」

## 纪年表
| 元凤 | 元年   | 二年   | 三年   | 四年   | 五年   | 六年   |
| ---- | ------ | ------ | ------ | ------ | ------ | ------ |
| 公元 | 前80年 | 前79年 | 前78年 | 前77年 | 前76年 | 前75年 |
| 干支 | 辛丑   | 壬寅   | 癸卯   | 甲辰   | 乙巳   | 丙午   |

## 大事记
- 始元七年（前80年）八月，改元元鳳[2][3]。

## 参看
- 中國年號索引

| 前一年號： 始元 | 西漢年號 元鳳 | 下一年號： 元平 |